# Audio Frequency Shift Keying
Audio Frequency Shift Keying (AFSK) ist eine digitale Modulationsart, welche auf der Frequenzumtastung (FSK) basiert und als Besonderheit als modulierendes Signal Frequenzen im Niederfrequenzbereich (NF, 16 Hz bis 20 kHz) verwendet. Im Deutschen wird das Verfahren auch Niederfrequenzumtastung bzw. Niederfrequenz-Frequenzumtastung genannt.

## Verfahren
Bei der AFSK wird nicht die hochfrequente Trägerschwingung wie bei der Frequenzumtastung direkt umgetastet, sondern ein Sub-Träger in Niederfrequenz (NF). Einer digitalen „0“ (Space genannt) entspricht hierbei eine niedrige Frequenz, einer digitalen „1“ (Mark genannt) eine hohe Frequenz. Durch die Verwendung eines frequenzmodulierten Sub-Trägers wird eine doppelte Modulation durchgeführt.

## Bell 202
Bei dem weit verbreiteten 1200 Baud AFSK werden beispielsweise die beiden Tonfrequenzen 1200 und 2200 Hz umgetastet. Die Differenz dieser beiden Tonfrequenzen (in diesem Falle also 1000 Hz) wird als Shift bezeichnet. Diese Frequenzen stammen von AT&T „Bell 202“-Modem, das direkt mit einem FM-Funkgerät verbunden wurde.

## Vor- und Nachteile
Durch die Verwendung einer leicht handhabbaren NF-Modulation als Sub-Träger ist der Aufwand für die Übertragung von digitalen Daten minimal. Der Frequenzgenerator des Senders muss nicht direkt gesteuert werden. Die Demodulation ist ebenso weitgehend unkompliziert und resultiert wieder in einem NF-Signal. Ein wesentlicher Nachteil dieses Verfahrens ist, dass durch die doppelte Modulation die Bandbreiteneffizienz sehr gering ist, siehe dazu auch Carson-Formel. Verfahren, die den HF-Träger direkt modulieren, können wesentlich bandbreiteneffizienter arbeiten. Die Übertragungsqualität steigt durch die doppelte Modulation nicht wesentlich an.
AFSK wird trotz der Nachteile verwendet, weil in einfachen FM-Funkgeräten nur ein NF-Signal zur (De-)Modulation verwendet werden kann. Um mit einem solchen Gerät FSK zu erzeugen, müsste das NF-Signal in Rechteckform zwischen dem Pegel 0 und dem Pegel für den gewünschten Frequenzhub umgeschaltet werden. Die Begrenzung des NF-Signals in der Frequenz (Hochpass-Verhalten des Modulators) führt dazu, dass das Modulationssignal nicht mehr rechteckförmig vorliegt. Das modulierte Signal würde zwischen den Frequenzstufen nicht mehr klar umgetastet werden, was eine zuverlässige Demodulation erschwert. Auch das Einhalten der exakten Modulationspegel, die den Frequenzhub bestimmen, erweist sich als Problem. Mit der Verwendung von fertigen FSK-Modulen wie z. B. für Bell 202 für die NF-Modulation können diese Probleme bequem umgangen werden.

## Anwendung
Anwendungen hat AFSK beim Funkfernschreiben unter Verwendung des Baudot-Codes sowie im Amateurfunk beim 1k2-Packet-Radio und deren Anwendung APRS, bei AMTOR und PACTOR-I.
Bei früheren 8-Bit-Computern wurden mittels AFSK Daten auf einer Datasette gespeichert. Das gleiche Verfahren kam auch bei Datenfernübertragung mittels Fax oder Modem zum Einsatz.

## AFSK im Verhältnis zu SSB und FSK
Die Einseitenbandmodulation (SSB) leistet die Umsetzung (Modulation) von Niederfrequenz auf Hochfrequenz, ohne dabei die Wellenform des Signales zu ändern. Somit ist eine Übertragung eines FSK-Modulierten NF-Signales mit SSB immer noch FSK, wenn auch die Frequenzen in den Bereich der Zielfrequenz verschoben werden.
AFSK ist dann gegeben, wenn ein NF-Signal zuerst schon frequenzmoduliert wird und dann mit Amplitudenmodulation zur Aussendung gebracht wird. AFSK unterscheidet sich von FSK durch die doppelte Modulation. Bei FSK wird der Hochfrequenz-Trägerfrequenz direkt mit dem digitalen Signal moduliert.
In der gleichen Bandbreite kann mit verbesserten Verfahren wie GMSK ein Vielfaches der Datenrate erzielt werden.

## Klangbeispiele
Der Wikipedia-Slogan in MFSKⓘ (0:35 min, 92 kB, OggVorbis)